# Patrick J. Whelan
Patrick James Whelan était un tailleur irlandais soupçonné d'être un sympathisant fénian qui fut exécuté par pendaison après l'assassinat du politicien canadien Thomas D'Arcy McGee, le 7 avril 1868, à Ottawa. Il fut le premier assassin politique dans l'histoire du Canada et encore aujourd'hui, le meurtre et le procès restent un mystère au sujet de la culpabilité de Whelan,.

## Biographie
Whelan est né en 1840 à Galway, en Irlande. Il était le plus jeune des deux fils de William Whelan et Mary Sullivan. Il est devenu apprenti tailleur dès l'âge de 14 ans. Patrick avait un frère plus vieux qui s'appelait John Whelan.
Patrick Whelan s'établit à Québec vers 1865 pour travailler comme tailleur. En 1867, il se maria avec son unique épouse, Bridget Boyle, à Montréal. Plus tard, le jeune couple marié s'établit finalement à Ottawa.

## Assassinat de Thomas D'Arcy McGee
Alors que le nouveau pays du Canada est rendu à son premier anniversaire, il est déjà menacé par d'éventuelles attaques de sympathisants fénians. Durant la nuit du 7 avril 1868, le député canadien, Thomas D'Arcy McGee, se rendit chez eux après de longues négociations au Parlement. Son appartement était situé sur la rue Sparks à Ottawa. Au moment où McGee s'est fait ouvrir la porte par la propriétaire Mary Ann Trotter, il est victime d'un tir mortel d'une balle de calibre .32 à la nuque par un tireur qui était positionné derrière le député. Son décès fut constaté sur les lieux mêmes du crime. La nuit suivante, Whelan fut arrêté après que les policiers découvrirent l'arme qui aurait servi pour tuer McGee. C'était un pistolet Smith & Wesson de calibre .32. Il fut ensuite déclaré coupable d'avoir assassiné le député.